# Dan McManus
Pour les articles homonymes, voir McManus.
Daniel MacManus ou Dan McManus (14 juin 1900 - 11 mars 1990) était un animateur d'effets spéciaux américain.

## Biographie
Il commence sa carrière chez Disney en 1935 comme animateur d'effets spéciaux et garde cette fonction jusqu'à sa retraite en 1973.

## Filmographie
- 1935 : Jazz Band contre Symphony Land
- 1937 : Le Vieux Moulin
- 1940 : Fantasia
- 1942 : Saludos Amigos
- 1947 : Pluto chanteur de charme
- 1948 : Mélodie Cocktail
- 1948 : Danny, le petit mouton noir
- 1948 : The Trial of Donald Duck
- 1948 : Inferior Decorator
- 1948 : Le petit déjeuner est servi
- 1948 : Mickey et le Phoque
- 1948 : Pluto's Purchase
- 1949 : Mickey et Pluto au Mexique
- 1949 : Dingo fait de la gymnastique
- 1949 : Honey Harvester
- 1949 : The Greener Yard
- 1949 : Pluto et le Bourdon
- 1949 : Pluto's Surprise Package
- 1949 : Pluto's Sweater
- 1950 : Wonder Dog
- 1951 : Home Made Home
- 1951 : Plutopia
- 1951 : Tomorrow We Diet
- 1951 : Alice au pays des merveilles
- 1951 : Le Chat, le Chien et la Dinde
- 1951 : Fathers are People
- 1951 : Bon pour le modèle réduit
- 1952 : Father's Lion
- 1952 : Lambert le lion peureux
- 1952 : Hello Aloha
- 1952 : Dingo cow-boy
- 1952 : Uncle Donald's Ants
- 1952 : Donald et la Sorcière
- 1952 : How to Be a Detective
- 1953 : Peter Pan
- 1953 : Dingo en vacances
- 1953 : Mickey à la plage
- 1953 : Le Nouveau Voisin
- 1953 : Papa est de sortie
- 1953 : Football Now and Then
- 1953 : Rugged Bear
- 1953 : Les Cacahuètes de Donald
- 1953 : How to Sleep
- 1953 : Canvas Back Duck
- 1954 : Spare the Rod
- 1954 : Donald's Diary
- 1954 : Pigs Is Pigs
- 1954 : Le Dragon mécanique
- 1954 : Grin and Bear it
- 1954 : Social Lion
- 1954 : The Flying Squirrel
- 1954 : Grand Canyonscope
- 1954 : No Hunting
- 1955 : La Belle et le Clochard
- 1955 : Un sommeil d'ours
- 1955 : Donald et les Abeilles
- 1955 : Donald flotteur de bois
- 1956 : Chips Ahoy
- 1956 : Hooked Bear
- 1956 : In the Bag
- 1957 : The Lone Chipmunks
- 1957 : The Story of Anyburg U.S.A.
- 1957 : The Truth About Mother Goose
- 1959 : La Belle au bois dormant
- 1961 : Les 101 Dalmatiens
- 1961 : Dingo fait de la natation
- 1963 : Merlin l'Enchanteur
- 1965 : Freewayphobia No. 1
- 1965 : Goofy's Freeway Troubles
- 1967 : Le Livre de la jungle
- 1970 : Les Aristochats
- 1973 : Robin des Bois